# Final do Campeonato Catarinense de Futebol de 2014 - Série B
A Final do Campeonato Catarinense de Futebol de 2014 - Série B foi a decisão da vigésima oitava edição desta competição. É realizada em duas partidas, com mando de campo alternado entre as duas equipes participantes.
O primeiro time a se classificar para esta final foi o Inter de Lages, antes mesmo de atuar pela primeira rodada do returno do quadrangular. Na rodada seguinte o Guarani de Palhoça também garantiu a sua classificação. Após os dois jogos e dois resultados iguais, o Leão da Serra se sagrou o campeão da Série B de 2014, por ter tido melhor campanha que o adversário durante a competição.

## Regulamento
Nesta final os dois clubes jogam em partidas de ida e volta e aquele que apresentar mais pontos, levando-se em consideração o saldo de gols, será declarado Campeão Catarinense da Divisão Especial de 2014, se houver empate de pontos e gols, o mandante do segundo jogo (aquele que apresentou maior pontuação nas 3 fases anteriores) será considerado vencedor.

## Vantagem
No regulamento da segunda divisão do certame catarinense, está previsto que as duas equipes se enfrentam em dois jogos, tendo o mando de campo do segundo jogo, a primeira colocada na classificação geral.
O clube que somar mais pontos na final, estabelecendo-se como critérios de desempate saldo de gols, gols fora de casa e por último desempenho na primeira fase, será campeão da Série B de 2014.

### Partida de ida
| 15 de novembro | Guarani de Palhoça | 0 – 1  | Inter de Lages | Estádio Renato Silveira               |
| 17:00          |                    | Súmula | 4' Xipote      | Público: 433 Árbitro: SC Célio Amorim |

| Cores do Time · Cores do Time · Cores do Time · Cores do Time · Cores do Time | Cores do Time · Cores do Time · Cores do Time · Cores do Time · Cores do Time |

| GUARANI DE PALHOÇA: |    |  |                 |     |     |
|                     |    |  |                 |     |     |
| G                   | 1  |  | Rodrigo Rocha   |     |     |
| LD                  | 2  |  | Cleiton Garcia  |     |     |
| Z                   | 3  |  | Kaká            |     |     |
| Z                   | 4  |  | Fábio Fidélis   |     |     |
| LE                  | 6  |  | Kapa            |     |     |
| V                   | 5  |  | Brenno          |     |     |
| V                   | 8  |  | Michel          |     |     |
| M                   | 7  |  | Evandro         | 70' | 40' |
| M                   | 10 |  | Hegon           | 85' |     |
| A                   | 9  |  | Felipe Oliveira | 59' |     |
| A                   | 11 |  | Tauã            |     |     |
| Reservas:           |    |  |                 |     |     |
| G                   | 12 |  | Wanderson Gomes |     |     |
| Z                   | 13 |  | Vinícius        |     |     |
| V                   | 14 |  | Ceará           |     |     |
| M                   | 15 |  | Lucas Bairros   |     |     |
| LE                  | 16 |  | Vanderson Stolk |     |     |
| LD                  | 17 |  | Luizinho        |     |     |
| M                   | 18 |  | Douglas         |     |     |
| A                   | 19 |  | Diogo Dolem     | 70' |     |
| A                   | 20 |  | Kauhan          |     |     |
| A                   | 21 |  | Marcinho        | 85' |     |
| A                   | 22 |  | Alan            | 59' |     |
| Técnico:            |    |  |                 |     |     |
| Amaro Júnior        |    |  |                 |     |     |

| INTER DE LAGES: |    |  |                 |     |       |
|                 |    |  |                 |     |       |
| G               | 1  |  | Pablo           |     | 90+1' |
| LD              | 2  |  | Thoni           |     |       |
| Z               | 3  |  | Vitor Hugo      |     |       |
| Z               | 4  |  | Plínio          |     |       |
| LE              | 6  |  | Fernandinho     |     |       |
| V               | 5  |  | Xipote          | 66' | 11'   |
| V               | 7  |  | Emerson Dantas  | 64' | 2'    |
| M               | 8  |  | Bruno Sena      | 79' |       |
| M               | 10 |  | Athos           |     | 54'   |
| A               | 9  |  | Alê Menezes     |     |       |
| M               | 11 |  | Eydison         |     |       |
| Reservas:       |    |  |                 |     |       |
| G               | 12 |  | Renan           |     |       |
| Z               | 13 |  | Sandro Muller   | 66' |       |
| Z               | 14 |  | Átila           | 79' |       |
| LE              | 15 |  | Jefinho         |     |       |
| A               | 16 |  | Leandro Branco  |     |       |
| A               | 17 |  | Valdo Bacabal   |     |       |
| A               | 18 |  | Cristian        |     |       |
| A               | 19 |  | Rafhinha        | 64' |       |
| Z               | 20 |  | Rodrigo Milanez |     |       |
| Técnico:        |    |  |                 |     |       |
| Leandro Niehues |    |  |                 |     |       |

### Partida de volta
| 23 de novembro | Inter de Lages | 0 – 1  | Guarani de Palhoça | Estádio Vidal Ramos Júnior, Lages                  |
| 17:00          |                | Súmula | 58' Tauã           | Público: 4 229 Árbitro: SC Leandro Messina Perrone |

| Cores do Time · Cores do Time · Cores do Time · Cores do Time · Cores do Time | Cores do Time · Cores do Time · Cores do Time · Cores do Time · Cores do Time |

| INTER DE LAGES: |    |  |                 |       |                               |
|                 |    |  |                 |       |                               |
| G               | 1  |  | Pablo           |       |                               |
| LD              | 2  |  | Thoni           |       |                               |
| Z               | 3  |  | Vitor Hugo      |       |                               |
| Z               | 4  |  | Plínio          |       | Penalizado com cartão amarelo |
| LE              | 6  |  | Fernandinho     |       |                               |
| V               | 5  |  | Xipote          |       |                               |
| V               | 7  |  | Emerson Dantas  | 88'   | Penalizado com cartão amarelo |
| M               | 8  |  | Bruno Sena      | 78'   |                               |
| M               | 10 |  | Athos           | 90+2' | Penalizado com cartão amarelo |
| A               | 9  |  | Alê Menezes     |       |                               |
| A               | 11 |  | Eydison         |       |                               |
| Reservas:       |    |  |                 |       |                               |
| G               | 12 |  | Renan           |       |                               |
| Z               | 13 |  | Sandro Muller   | 88'   |                               |
| Z               | 14 |  | Átila           |       |                               |
| Z               | 15 |  | Rodrigo Milanez |       |                               |
| LE              | 16 |  | Jefinho         |       |                               |
| A               | 17 |  | Leandro Branco  | 90+2' |                               |
| A               | 18 |  | Rafhinha        |       |                               |
| A               | 19 |  | Cristian        |       |                               |
| A               | 20 |  | Valdo Bacabal   | 78'   |                               |
| A               | 21 |  | Anderson Baiano |       |                               |
| A               | 22 |  | Vitor Bocão     |       |                               |
| Técnico:        |    |  |                 |       |                               |
| Leandro Niehues |    |  |                 |       |                               |

| GUARANI DE PALHOÇA: |    |  |                 |     |                               |
|                     |    |  |                 |     |                               |
| G                   | 1  |  | Rodrigo Rocha   |     |                               |
| LD                  | 2  |  | Cleiton Garcia  |     |                               |
| Z                   | 3  |  | Kaká            |     | Penalizado com cartão amarelo |
| Z                   | 4  |  | Fábio Fidélis   |     |                               |
| LE                  | 6  |  | Kapa            |     |                               |
| V                   | 5  |  | Brenno          | 83' | Penalizado com cartão amarelo |
| V                   | 8  |  | Michel          |     |                               |
| M                   | 7  |  | Evandro         |     |                               |
| M                   | 10 |  | Hegon           | 70' | Expulso                       |
| A                   | 9  |  | Alan            | 70' | Penalizado com cartão amarelo |
| A                   | 11 |  | Tauã            |     |                               |
| Reservas:           |    |  |                 |     |                               |
| G                   | 12 |  | Wanderson Gomes |     |                               |
| Z                   | 13 |  | Vinícius        |     |                               |
| V                   | 14 |  | Ceará           |     |                               |
| V                   | 15 |  | Zé Lucas        |     |                               |
| LE                  | 16 |  | Vanderson Stolk |     |                               |
| LD                  | 17 |  | Luizinho        |     |                               |
| M                   | 18 |  | Gustavo         |     |                               |
| M                   | 19 |  | Douglas         | 83' | Penalizado com cartão amarelo |
| A                   | 20 |  | Diogo Dolem     | 70' | Penalizado com cartão amarelo |
| A                   | 21 |  | Marcinho        |     |                               |
| A                   | 22 |  | Felipe Oliveira | 70' |                               |
| Técnico:            |    |  |                 |     |                               |
| Amaro Júnior        |    |  |                 |     |                               |

## Premiação
| Campeonato Catarinense de Futebol de 2014 - Série B |
| --------------------------------------------------- |
| Inter de Lages Campeão (3º título)                  |